# Brusnik (Vučitrn)
Pour les articles homonymes, voir Brusnik.
Brusnik en albanais et Brusnik en serbe latin (en serbe cyrillique : Брусник) est une localité du Kosovo située dans la commune/municipalité de Vushtrri/Vučitrn et dans le district de Mitrovicë/Kosovska Mitrovica. Selon le recensement kosovar de 2011, elle compte 404 habitants, tous albanais.

## Démographie

### Évolution historique de la population dans la localité
| 1948 | 1953 | 1961 | 1971 | 1981 | 1991 | 2011 |
| ---- | ---- | ---- | ---- | ---- | ---- | ---- |
| 245  | 276  | 402  | 448  | 488  | 515  | 404  |

|  |